# Astana Arena
El Astana Arena es el estadio nacional de Kazajistán. Es un estadio multifuncional, totalmente cerrado, con todos los servicios de cierre del techo diseñado por los arquitectos deportivos Populous en colaboración con Arquitectos Tabanlioglu. 
Fue inaugurado con el partido que enfrentaba al Lokomotiv Astana contra Kazajistán nacional sub-21 el 3 de julio de 2009. El nuevo estadio también fue anfitrión de la ceremonia de apertura de los séptimo Juegos Asiáticos de Invierno, celebrados en Astaná y en Almatí.

## Características

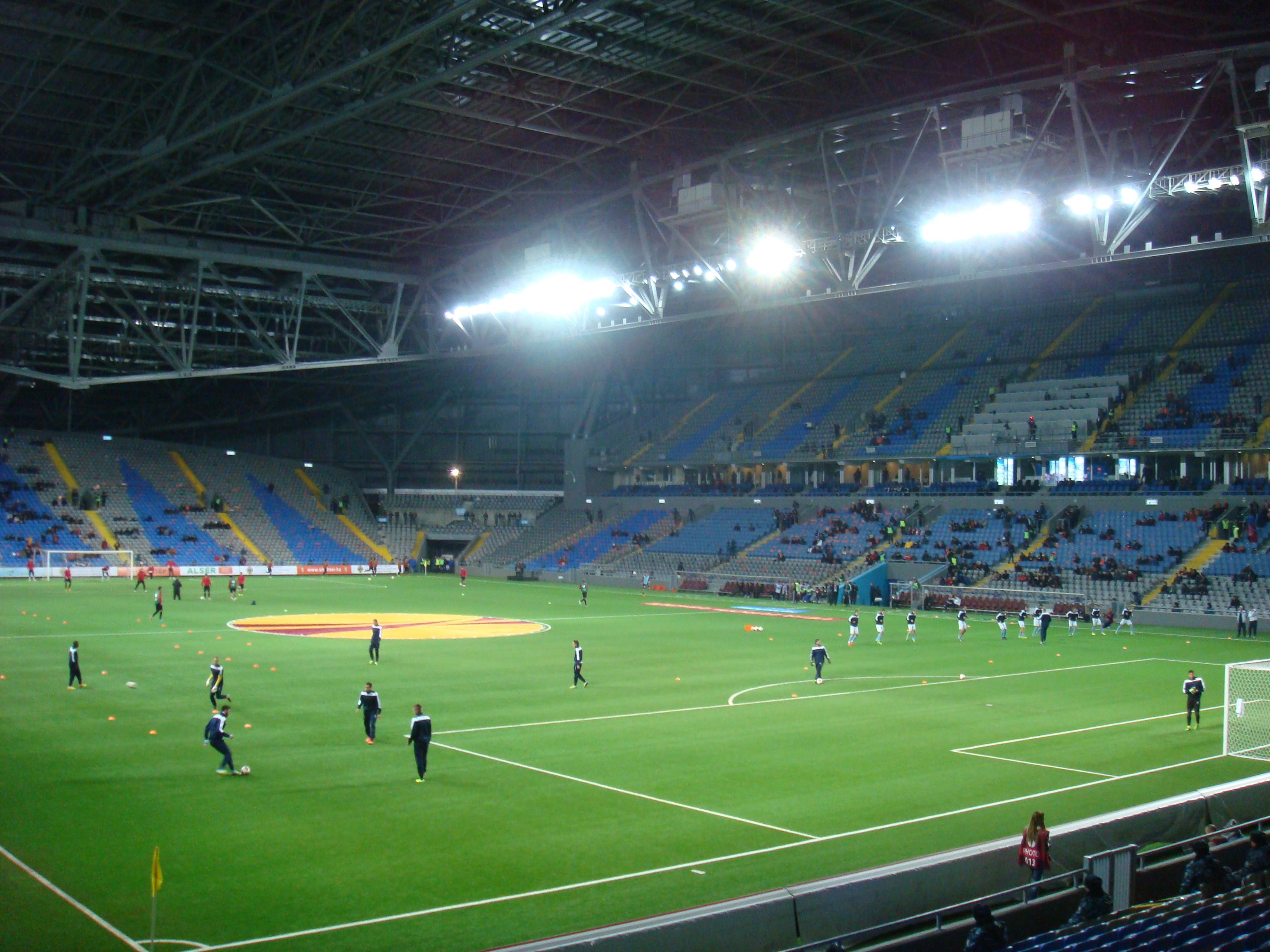

El estadio de 30 000 asientos fue ideado como un gran anfiteatro con una forma distintiva y reconocible al instante cuando se ve de lejos y de cerca. Esencialmente, una estructura de dos niveles, la grada inferior, con capacidad para 16 000 asientos, rodea la zona de juego, mientras que la grada superior, este y oeste hay más de 14 000 espectadores. Hay una separación clara de los VIPs, espectadores y jugadores para garantizar el acceso sin problemas. Todos los espectadores están sentados y tienen una línea de visión clara con una vista sin obstáculos del campo de juego. La superficie de juego está cubierta en su superficie con césped de alta calidad especificada, cumpliendo con las normas de la UEFA y la FIFA. El césped puede ser cubierto para otros acontecimientos.

## Partidos oficiales de Kazajistán

### Sudáfrica 2010
| 14 de octubre de 2009 | Kazajistán              | 1:2 (1:1) | Croacia                        | Astana Arena, Astaná                                                  |                                                                       |
|                       | Sergey Khizhnicenko 26' | Reporte   | Vukojevic 10' · Kranjcar 90+3' | Asistencia: 17 893 espectadores Árbitro(s): Claudio Circhetta (Suiza) | Asistencia: 17 893 espectadores Árbitro(s): Claudio Circhetta (Suiza) |

### Polonia-Ucrania 2012
| 3 de setiembre de 2010 | Kazajistán | 0:3 (0:2) | Turquía                                     | Astana Arena, Astaná                                             |                                                                  |
|                        |            | Reporte   | Arda Turan 24' · Altintop 26' · Kahveci 76' | Asistencia: 23 900 espectadores Árbitro(s): István Vad (Hungría) | Asistencia: 23 900 espectadores Árbitro(s): István Vad (Hungría) |

| 8 de octubre de 2010 | Kazajistán | 0:2 (0:0) | Bélgica            | Astana Arena, Astaná                                                |                                                                     |
|                      |            | Reporte   | Ogunjimi 52' · 70' | Asistencia: 17 450 espectadores Árbitro(s): Marcin Borski (Polonia) | Asistencia: 17 450 espectadores Árbitro(s): Marcin Borski (Polonia) |

| 12 de octubre de 2010 | Kazajistán | 0:3 (0:0) | Alemania                             | Astana Arena, Astaná                                                      |                                                                           |
|                       |            | Reporte   | Klose 48' · Gómez 70' · Podolski 85' | Asistencia: 28 890 espectadores Árbitro(s): Alexandru Dan Tudor (Rumanía) | Asistencia: 28 890 espectadores Árbitro(s): Alexandru Dan Tudor (Rumanía) |

| 3 de junio de 2011 | Kazajistán       | 2:1 (0:0) | Azerbaiyán  | Astana Arena, Astaná                                              |                                                                   |
|                    | Gridin 57' · 68' | Reporte   | Nadirov 63' | Asistencia: 15 230 espectadores Árbitro(s): Euan Norris (Escocia) | Asistencia: 15 230 espectadores Árbitro(s): Euan Norris (Escocia) |

| 11 de octubre de 2011 | Kazajistán | 0:0     | Austria | Astana Arena, Astaná                                                |                                                                     |
|                       |            | Reporte |         | Asistencia: 11 203 espectadores Árbitro(s): Hannes Kaasik (Estonia) | Asistencia: 11 203 espectadores Árbitro(s): Hannes Kaasik (Estonia) |

### Brasil 2014
| 7 de septiembre de 2012 | Kazajistán        | 1:2 (1:0) | Irlanda                  | Astana Arena, Astaná                                               |                                                                    |
|                         | Nurdauletov · 37' | Reporte   | Kean · 89' · Doyle · 90' | Asistencia: 13 203 espectadores Árbitro(s): Marius Avram (Rumanía) | Asistencia: 13 203 espectadores Árbitro(s): Marius Avram (Rumanía) |

| 12 de octubre de 2012 | Kazajistán | 0:0     | Austria | Astana Arena, Astaná                                               |                                                                    |
|                       |            | Reporte |         | Asistencia: 11 203 espectadores Árbitro(s): Tamás Bognar (Hungría) | Asistencia: 11 203 espectadores Árbitro(s): Tamás Bognar (Hungría) |

| 22 de marzo de 2013 | Kazajistán | 0:3 (0:2) | Alemania                                      | Astana Arena, Astaná                                               |                                                                    |
|                     |            | Reporte   | Thomas Müller · 20' · 74' · Mario Götze · 22' | Asistencia: 28 203 espectadores Árbitro(s): Tamás Bognar (Hungría) | Asistencia: 28 203 espectadores Árbitro(s): Tamás Bognar (Hungría) |

| 6 de septiembre de 2013 | Kazajistán                              | 2:1 (0:1) | Islas Feroe       | Astana Arena, Astaná                                             |                                                                  |
|                         | Zhumaskaliyev · 50' · Finonchenko · 64' | Reporte   | Benjaminsen · 23' | Asistencia: 8789 espectadores Árbitro(s): Tamás Bognar (Hungría) | Asistencia: 8789 espectadores Árbitro(s): Tamás Bognar (Hungría) |